# Прокопович-Орленко Роман Іванович
Рома́н Іва́нович Прокопо́вич-Орленко (22 вересня 1883, с. Чижиків, тепер Пустомитівський район, Львівська область — 24 липня 1962, м. Винники) — український оперний співак (бас-баритон) зі світовим іменем, вокальний педагог, музикант-патріот.

## Навчання
1908 р. закінчив музичний факультет Віденського університету. Був солістом Віденської (1908—1915 рр.), Остравської та Празької (1915—1916 рр.) опер, Театру товариства «Руська бесіда» у Львові (1918—1920 рр.). Викладав у Вищому музичному інституті ім. М. Лисенка (1920—1925 рр.), Львівських гімназіях (1925—1939 рр.), 1939—1949 рр. — у Львівській консерваторії та музичному училищі.

## Диригентська діяльність
Диригент хорів Академічної гімназії, «Бонна», «Бандуриста», хору при Волоській церкві у Львові. Партії: Султан («Запорожець за Дунаєм» Гулака-Артемовського), Тарас («Тарас Бульба» Лисенка), Демон («Демон» Рубінштейна), Вотан («Золото Рейну», «Валькірія» Вагнера).
1949—1957 pp. — на засланні в Хабаровському краю. Тут він працював сторожем на цегельному заводі.

## Сім'я
Дружина — Прокопович Іванна Вікторівна (1896—1983 р.р.), мали семеро дітей.
Доньки — Оксана, Анна-Лідія, Мирослава, Марія
Сини — Іван, Марко, Нестор.